# Leonor Serrano i Pablo
Leonor Serrano Pablo (Hinojosas de Calatrava, Ciudad Real, 22 de febrer de 1890 - Madrid, 24 d'abril de 1942) fou una mestra i advocada defensora de l'ensenyament dels infants i dels drets de les dones, en el marc d'influència de la Institución Libre de Enseñanza i de l'Escola Nova.

## Biografia
Sent una nena, en virtut dels seus mèrits i intel·ligència, aconseguí ser becada per deixar l'escola del seu poble i anar a estudiar interna durant deu anys al Colegio del Sagrado Corazón de Madrid. Obtingué el títol de Mestra de Primer Ensenyament Superior a l'Escola Normal de Guadalajara amb magnífiques qualificacions i compaginant estudis amb treballs amb què ajudà a mantenir la seva família d'humils camperols. Després fou alumna de la primera promoció de la Escuela de Estudios Superiores de Magisterio a Madrid entre 1909 i 1912, on entrà en contacte amb les idees pedagògiques regeneracionistes de la Institución Libre de Enseñanza i fou companya de Glòria Giner de los Ríos, Josefa Úriz, María Luisa Navarro Margati, Maria de Maeztu... L'any següent esdevenia inspectora d'escoles en la primera promoció oberta, finalment, a les dones. Arribà a Barcelona com a inspectora auxiliar d'escoles, i poc després assolia el càrrec definitiu. El 1915 és nomenada inspectora provincial.
La jove inspectora arriba a Barcelona en uns temps de sensibilitat social i política vers l'Escola Nova i les seves metodologies. El 1914, col·labora amb Joan Palau i Vera en l'assaig del mètode Montessori. A instàncies d'Eladi Homs, es decideix enviar sis mestres pensionades per la Diputació i l'Ajuntament de Barcelona al II Curs Internacional Montessori que la pedagoga italiana organitzà a Roma aquell any. Leonor Serrano formava part d'aquest grup de mestres. Retornà vivament impactada pels plantejaments de Maria Montessori i emprengué una activa tasca de difusió del seu mètode a casa nostra. El juliol d'aquell mateix any Serrano intervingué a la primera Escola d'Estiu en els cursets per a difondre entre el magisteri el mètode de la pedagoga italiana sota la direcció de Palau Vera.
En aquests primers anys barcelonins Leonor Serrano, a través d'intervencions i escrits, demanava a les autoritats una efectiva escolarització dels infants i també de la petita infància. Així com la creació de cantines escolars. Condicions indispensables per tal que les dones poguessin treballar com a mitjà de promoció i igualtat o les germanes grans, alliberades de la cura dels germans menuts, puguin anar a escola.
S'implicà, el 1918, en la iniciativa per obrir noves portes a l'educació de les dones amb l'Institut de Segon Ensenyament de Barcelona, creat el 1910 i impulsat per Hermenegildo Giner de los Ríos, professor, regidor de l'ajuntament de la ciutat i secretari que fou de la Institución Libre de Enseñanza.
El 1924, marxava a conèixer escoles i experiències educatives a Bèlgica, França i Suïssa pensionada per la Junta per a l'Ampliació d'Estudis. Amb una especial dedicació a les escoles de formació laboral i d'adults. Experiències i impressions que aplegà als seus llibres La Enseñanza Complementaria Obrera i La educación y las profesiones femeninas.
En iniciar-se la Dictadura de Primo de Rivera, en la magna rebuda organitzada amb una multitud d'escolars barcelonins al general, trobem Leonor Serrano com a encarregada d'adreçar-li un parlament on demanà més recursos per a l'educació dels infants.
Malgrat això, per negar-se a delatar els mestres que empraven el català a les escoles i la seva oposició a la Dictadura de Primo de Rivera foren desterrats fora de Catalunya un grup d'inspectors entre els quals figurava Leonor Serrano i el seu marit, Josep Maria Xandri. Així, el 1926, va ser destinada de primer a Castelló i després el maig de 1926 a Osca. El maig de 1929 passà a Saragossa. Aprofita el desterrament per cursar la llicenciatura de Dret a la capital. En ambdós casos amb brillants qualificacions. Així, es llicenciava en dret als quaranta anys. També són anys de fructifica producció escrita.
De retorn a Barcelona, el 1930, es dedica plenament a la seva tasca d'inspectora i al seu bufet d'advocada. També inicia la seva col·laboració al diari Las Noticias dins una secció fixa que, significativament, titulà «Tiempos Nuevos» i contribueix a fundar el Lyceum Club. En l'ambient de llibertat que obre la Segona República, Leonor Serrano subscriurà activament la defensa de la dona i del feminisme. La igualtat en l'accés a l'educació i formació que havia de permetre equitat en el treball i amb ella l'autonomia de la dona. També farà campanya perquè les dones puguin votar a les eleccions. Era el de Serrano un pensament molt més avançat que el feminisme coetani. Aspiracions que canalitzà políticament afiliant-se a la Unió Socialista de Catalunya (USC). El 1932 es feu càrrec de la Secretaria de Cultura i Acció Femenina de la Comissió Executiva del partit. També formà part de la redacció de Justícia Social, òrgan d'expressió de la USC.
Durant la Guerra Civil fou destituïda i separada definitivament del servei com a inspectora per Wenceslao Roces, subsecretari de Instrucción Pública del ministre comunista Jesús Hernández Tomás, perdent tots els drets. Serrano recorregué i la sanció es convertí en «jubilación forzosa con los haberes que por clasificación le correspondían», igualment molt dura.
Durant els bombardejos franquistes de Barcelona morí el seu fill, Andreu Xandri, el juny de 1938, i pocs mesos després, al febrer de 1939, el seu marit. Decidí exiliar-se a França però retornà, el 1939, per cuidar la seva mare, ja molt gran. Vivia a Madrid pobrament amb l'ajut d'algunes classes particulars. Reconeguda, fou sotmesa al Tribunal de Responsabilidades Políticas. Mentre s'incoava el seu expedient, morí el 24 d'abril de 1942.
El novembre de 2018, als jardins de Leonor Serrano del barri de el Clot, a Barcelona, es va inaugurar una Escola Bressol Municipal que porta el nom de Leonor Serrano.

## Advocada
El 27 de setembre de 1930, Serrano sol·licitava ésser admesa al Col·legi d'Advocats de Barcelona per exercir la professió. En aquella època ens la retraten amb trets enèrgics, portava el cabell tallat a la romana i recollit a un costat sense cap artifici: «És el prototipus de la dona intel·lectual. Era, abans que tot, força, energia, vitalitat». Una vitalitat que li fa possible compaginar la seva tasca com a inspectora de primera ensenyança, amb la publicació de llibres i articles, i el seu despatx d'advocadessa.
Com a advocadessa va participar en el primer Congrés Jurídic Català, celebrat el 1936. A causa del conflicte bèl·lic, el seu fill i el seu marit van ser morts. Leonor se'n va a França, però torna el dia 4 d'abril de 1939 i amb la seva mare s'instal·la a Madrid on el tribunal de Responsabilitats Polítiques li obre un expedient. L'acusen de izquierdista, socialista, racionalista y laica i li suspenen de sou. El 24 d'abril de 1942, moria a Madrid. Els seus llibres, però, han quedat, i moltes de les seves anàlisis i alternatives encara són vigents.

## Dona i maternitat
Leonor Serrano va veure que amb l'escola no n'hi havia prou. Les escoles s'insereixen en una societat canviant, no només pel que fa als sistemes de producció, també està canviant l'estructura familiar i els rols que cadascun dels seus membres hi juga. Enfront la miopia dels discursos hegemònics sobre el que han de fer o deixar de fer les persones de sexe masculí, i encara més les del sexe femení, Leonor Serrano planteja alternatives i demana compromís i deures de l'estat. Leonor Serrano evidencia que hi ha aspectes de la vida privada que són públics, sobre els quals cal una alternativa social per a resoldre'ls.
Serrano explicita que la maternitat no és ni l'única ni l'exclusiva realització en la vida de les dones, i fa la distinció entre la maternitat biològica i la que avui en dia s'anomena maternitat cultural. Tant l'una com l'altra són treball social i, com a tal, la societat l'ha de reconèixer.
En primer lloc, l'estat ha d'atorgar la categoria de professió al treball domèstic. En segon lloc, l'estat ha de prohibir el treball de les dones gestants durant un any, període durant el qual seran indemnitzades amb un jornal igual al sou reconegut. La tercera proposta de Leonor Serrano és aquesta: l'estat crearà cases bressol i escoles de pàrvuls amb cantines, cosa que beneficiarà les criatures, les seves mares i, molt especialment, les germanes grans. La creació de serveis és condició prèvia per a trencar el cercle pervers de la submissió femenina.
Com s'ha ressenyat, participà en el cicle de conferències a l'Ateneu de Barcelona, amb el títol genèric d'«Educación femenina». En la seva intervenció, abordà la distinció entre maternitat biològica i cultural i posà de manifest que allò que és personal és polític.

## Feminisme i educació
Leonor Serrano trobà a Barcelona un grup notable de dones que reivindiquen un nou rol social per a la dona i per trencar la societat patriarcal dominant. Ella és qui planteja amb més claredat i radicalitat les vindicacions del feminisme.
Una bona síntesi del seu pensament va ser la seva intervenció a l'Ateneu Barcelonès, el 1916, sobre «El treball intel·lectual i el treball manual de la dona moderna» en el cicle de conferències, ja citat, sobre «Educació femenina». Aquestes són les conclusions de la seva aguda anàlisi: 1. La dona necessita un canvi radical que millori la seva educació física; 2. L'educació intel·lectual i moral de la dona ha de completar-se amb l'ensenyament de la Puericultura i la Pedagogia com a cultura general; i, a més, l'aprenentatge o professió especial que triï, sense obstacles de cap mena, per la qual cosa s'han de crear i ampliar escoles professionals d'adults; 3. Tot esperant que tots els estats fixin el salari mínim, s'han d'augmentar les associacions de treball, que han de perseguir com una explotació la inferioritat del sou femení; 4. Davant de la llei, el treball domèstic, ocupació exclusiva de la dona, ha de considerar-se retribuït per l'home, i s'ha de considerar, com tots, professió i béns legals femenins; 5. L'Estat ha de protegir la maternitat com un treball social, i ha d'impedir a la dona de fer-ne un altre durant un any: els quatre últims mesos de gestació i els vuit primers mesos de lactància, abonant la corresponent indemnització diària igual a la reconeguda pel seu treball habitual; 6. L'Estat multiplicarà les escoles-bressol i les escoles de pàrvuls amb menjador i personal tècnic que avui en dia des de tan petits requereix la moderna pedagogia; l'assistència serà voluntària per als nens de la classe obrera; 7. Per als objectius anteriors, i també per al foment del treball, l'Estat hauria d'establir els impostos progressius següents: a) A tot home o dona sense professió justificada; b) A tot home solter; c) A tot matrimoni sense fills (pel seu doble ingrés i mínima despesa); 8. Malgrat tot el que s'ha dit, pensem que el problema del feminisme espanyol és prematur, per la incultura i la mandra actuals. S'ha de començar per una nova educació física i una nova cultura femenina encaminada a habituar al treball
Leonor Serrano abordarà en monografies i llibres escolars la problemàtica de la dona a la seva societat plantejant la via de l'educació per transformar positivament les dones I la seva situació social. Com ara ¿Qué harán nuestra mujeres después de la guerra? (1917) o La educación de la mujer del mañana (1922). Durant l'etapa republicana publicarà La nueva enseñanza complementaria (1933) per a l'aprenentatge i les classes d'adultes. El 1936 editarà en català els tres volums de Diana o l'educació d'una nena (La Naturalesa i la Família; L'Escola; La Societat) llibre de lectura escolar on s'explicarà el desenvolupament i l'evolució cultural d'una nena d'acord amb els principis d'una pedagogia vitalista, activa, fonamentada en l'evolució de la Humanitat.
Per a Leonor Serrano les persones som éssers socials per naturalesa que despleguem la nostra activitat i treball en un marc cultural determinat. A través de l'educació i els aprenentatges formen part d'una societat. És, doncs, imprescindible que les dones tinguin també accés a l'educació, perquè si no continuarien sent excloses de la societat.

## Publicacions
- La Pedagogía Montessori. Estudio informativo y crítico presentado al Ministerio de Instrucción Pública y al Ayuntamiento de Barcelona. Madrid: Sucesores de Hernando, 1915, .
- ¿Qué harán nuestras mujeres después de la guerra?. Madrid: Tip. Gaisse, 1917.
- «El trabajo intelectual y el trabajo manual en la mujer», a La educación femenina. Barcelona: Llibreria Parera, 1917.
- La educación de la mujer de mañana. Madrid: Sucesores de Hernando, 1923.
- La enseñanza complementaria obrera. Osca: V. Campo, 1926.
- El método Montessori. Madrid: Publicaciones de la Revista de Pedagogía, 1928,
- La educación y las profesiones femeninas. Madrid: El Magisterio Español, 1929?
- La nueva enseñanza complementaria. Madrid: Publicaciones de la Revista de Pedagogía, 1932,
- Diana o la educación de una niña. Barcelona: Impremta Elzeviriana i Llibrería Camí, 1933. Edició catalana: Diana o l'educació d'una nena. Barcelona: Impremta Elzeviriana, 1936.
- Tiempos Nuevos. Barcelona: Fundació Rafael Campalans, 2009